# Playground Games
Playground Games es una empresa desarrolladora de videojuegos de Royal Leamington Spa, Inglaterra, Reino Unido y propiedad de Microsoft Corp.  conocida por ser la desarrolladora de la serie de videojuegos spin off; Forza Horizon, derivada de la saga principal; Forza Motorsport.

## Historia
La empresa se estableció en el año 2010, formándose por un conocido grupo de desarrolladores de videojuegos británicos de otras compañías como Codemasters, Bizarre Creations, Criterion Games, Ubisoft Reflections, Slightly Mad Studios, Black Rock Studio, Juice Games, Sony Liverpool y otros desarrolladores de videojuegos de carreras.
En el año 2012, Microsoft anunció el primer proyecto de Playground Games; Forza Horizon. El juego fue desarrollado con la ayuda de Turn 10 Studios y publicado por Microsoft para Xbox 360 el 23 de octubre de 2012.

## Juegos desarrollados
| Título          | Año  | Género        | Plataforma                                    | Distribuidor      | Notas                                          |
| --------------- | ---- | ------------- | --------------------------------------------- | ----------------- | ---------------------------------------------- |
| Forza Horizon   | 2012 | Carreras      | Xbox 360                                      | Microsoft Studios | Desarrollo en colaboración con Turn 10 Studios |
| Forza Horizon 2 | 2014 | Carreras      | Xbox 360, Xbox One                            | Microsoft Studios | Desarrollo en colaboración con Turn 10 Studios |
| Forza Horizon 3 | 2016 | Carreras      | Xbox One, Microsoft Windows                   | Microsoft Studios | Desarrollo en colaboración con Turn 10 Studios |
| Forza Horizon 4 | 2018 | Carreras      | Xbox One, Microsoft Windows                   | Microsoft Studios | Desarrollo en colaboración con Turn 10 Studios |
| Forza Horizon 5 | 2021 | Carreras      | Xbox Series X\|S, Xbox One, Microsoft Windows | Xbox Game Studios | Desarrollado                                   |
| Fable           | 2026 | Aventuras,Rol | Xbox Series X\|S, Microsoft Windows           | Xbox Game Studios | Desarrollado en colaboración con NFTs Products |